# 華盛頓·阿格雷·賈朗歐·奧庫穆
華盛頓·阿格雷·賈朗歐·奧庫穆（英語：Washington Aggrey Jalang'o Okumu，1936年2月21日—2016年11月1日）是肯亞外交官、政治家、學者和作家。他说服因卡塔自由党的主席曼戈蘇圖·布騰列齊參加1994年的南非民主選舉，確保南非政權和平轉移而得名。
奧庫穆有兩本重要著作：1962年出版的《卢蒙巴的刚果：冲突的根源》、2002年出版的《非洲復興：歷史、意義與策略》。

## 早年生活
1936年2月21日，奧庫穆出生於夏亞郡，父母為乔拉姆·奥库姆和米里亚姆·奥凯洛。當時他的父亲是衛生稽查員。

## 教育
奧庫穆主要在马塞诺的教会学校接受教育，不過他也上過恩吉亞小學，而成為了老巴拉克·歐巴馬的同学。 
1951年，奧庫穆的父亲去世后，政治家賈拉莫吉·奧金加·奧丁加承诺負責他的教育。1956年，奥库姆完成了高中学业，获得了剑桥大学海外学校证书。在湯姆·姆博亞推荐下，奧庫穆獲選了「甘迺迪空運」計畫，該計畫提供聪明的东非年輕人教育資源。奧庫穆進入了芒特普林森的愛荷華州衛斯理大學就讀。1959年，他参加了马萨诸塞州剑桥市哈佛大学的国际学生关系研讨会（ISRS）。1962年，奧庫穆获得了哈佛大学哲学硕士学位。此外，他还在英聯邦獎學金和獎學金計劃下在剑桥大学攻讀经济学。

## 事业
奧庫穆高中畢業後在工程部工作，接著移居美國繼續深造。1962年，他從哈佛大學畢業後，擔任肯亞第一任總統喬莫·肯雅塔的私人助理。在劍橋大學完成學業後，他回到肯亞在東非鐵路和港口公司工作。1968年，奧庫穆被捕並拘留了三年。1971年，他移居奧地利維也納，以「工業發展官員」的身分，在聯合國工業發展組織（UNIDO）工作了十五年。之後，他在肯亞、英國和奧地利的各機構擔任顧問、講師。
此外，奧庫姆還出任各種政職，包括肯亞非洲民族聯盟（KANU）、肯亞非洲民主聯盟（KADU）、獨立前的肯亞聯合政府的首任內閣秘書，以及最大反對黨民主復興論壇（FORD）的巡迴大使和國際發言人。
奧庫穆說服了祖魯領導人曼戈蘇圖·布騰列齊放棄祖魯民族獨立，並參加1994年南非民主選舉，進而使南非和平轉移政權，避免流血衝突。在此之前，奧庫穆擔任特別顧問的國際調解小組嘗試說服布騰列齊，卻未能成功。

## 私生活
奧庫穆離開肯亞赴美國前，與護士里絲帕·艾琴·阿加爾（Rispah Achieng' Agol）結婚，共育有八個孩子。里斯帕於2011年1月25日逝世。

## 逝世
2016年11月11日，在與糖尿病、高血壓和關節炎的奮鬥下，奧庫穆在夏亞郡尼揚瑪東村（Nyang'oma East）的家中逝世。